# Ghetto Girls
Ghetto Girls är en singel av amerikanska hiphop-sångaren Bow Wow.

## Topplistor
| Topplista (2001)                     | position |
| ------------------------------------ | -------- |
| U.S. Billboard Hot 100               | 91       |
| U.S. Billboard Hot R&B/Hip-Hop Songs | 40       |
| U.S. Billboard Hot Rap Tracks        | 14       |